# (8734) Warner
Pour les articles homonymes, voir Warner.
(8734) Warner est un astéroïde de la ceinture principale.

## Description
(8734) Warner est un astéroïde de la ceinture principale. Il fut découvert le 1er janvier 1997 à Prescott par Paul G. Comba. Il présente une orbite caractérisée par un demi-grand axe de 2,87 UA, une excentricité de 0,05 et une inclinaison de 3,3° par rapport à l'écliptique.

## Compléments